# Дайер, Алекс
Алекс Дайер (англ. Alex Dyer; 11 июня 1990, Тебю, Швеция) — монтсерратский футболист, полузащитник «Уилдстона» и сборной Монтсеррата.

## Биография
Родился 11 июня 1990 года в городе Тебю, Швеция. Его мать была шведкой. Вскоре вместе с семьёй переехал на родину отца в Англию, вырос в районе Лондона.

### Клубная карьера
Воспитанник футбольного клуба «Нортгемптон Таун», в котором и начал профессиональную карьеру. Выступал за клуб в третьем и четвёртом дивизионах английской футбольной лиги. Летом 2010 года перешёл в «Уэлдстон» из Истмийской футбольной лиги, седьмого по значимости дивизиона Англии. В команде провёл 3 года и сыграл 117 матчей, в которых забил 32 гола, после чего подписал контракт с командой из Национального дивизиона (5 див.) «Уэллинг Юнайтед». 11 декабря 2013 года покинул команду и перешёл в клуб второго дивизиона Швеции «Эстерсунд». В 2015 году добился с командой перехода в высший дивизион.
Зимой 2017 года подписал контракт с «Эльфсборгом».

### Карьера в сборной
Бабушка и дедушка Алекса со стороны отца были выходцами из Монтсеррата, что позволило ему представлять эту страну. Дебют в сборной Монтсеррата состоялся 15 июня 2011 года в матче отборочного раунда Чемпионата мира 2014 против сборной Белиза.

## Достижения
«Эстерсунд»
- Обладатель Кубка Швеции (1): 2016/2017